# شهرستان رومانوفسکی (استان ساراتوف)
شهرستان رومانوفسکی (به لاتین: Romanovsky District) یک شهرستان در روسیه است که در استان ساراتوف واقع شده‌است.